# Martaizé
 (juillet 2022).
La mise en forme du texte ne suit pas les recommandations de Wikipédia : il faut le « wikifier ».
Les points d'amélioration suivants sont les cas les plus fréquents. Le détail des points à revoir est peut-être précisé sur la page de discussion.
- Les titres sont pré-formatés par le logiciel. Ils ne sont ni en capitales, ni en gras.
- Le texte ne doit pas être écrit en capitales (les noms de famille non plus), ni en gras, ni en italique, ni en « petit »…
- Le gras n'est utilisé que pour surligner le titre de l'article dans l'introduction, une seule fois.
- L'italique est rarement utilisé : mots en langue étrangère, titres d'œuvres, noms de bateaux, etc.
- Les citations ne sont pas en italique mais en corps de texte normal. Elles sont entourées par des guillemets français : « et ».
- Les listes à puces sont à éviter, des paragraphes rédigés étant largement préférés. Les tableaux sont à réserver à la présentation de données structurées (résultats, etc.).
- Les appels de note de bas de page (petits chiffres en exposant, introduits par l'outil «  Source ») sont à placer entre la fin de phrase et le point final[comme ça].
- Les liens internes (vers d'autres articles de Wikipédia) sont à choisir avec parcimonie. Créez des liens vers des articles approfondissant le sujet. Les termes génériques sans rapport avec le sujet sont à éviter, ainsi que les répétitions de liens vers un même terme.
- Les liens externes sont à placer uniquement dans une section « Liens externes », à la fin de l'article. Ces liens sont à choisir avec parcimonie suivant les règles définies. Si un lien sert de source à l'article, son insertion dans le texte est à faire par les notes de bas de page.
- La présentation des références doit suivre les conventions bibliographiques. Il est recommandé d'utiliser les modèles {{Ouvrage}}, {{Chapitre}}, {{Article}}, {{Lien web}} et/ou {{Bibliographie}}. Le mode d'édition visuel peut mettre en forme automatiquement les références.
- Insérer une infobox (cadre d'informations à droite) n'est pas obligatoire pour parachever la mise en page.

Pour une aide détaillée, merci de consulter Aide:Wikification.
Si vous pensez que ces points ont été résolus, vous pouvez retirer ce bandeau et améliorer la mise en forme d'un autre article.
Martaizé est une commune du Centre-Ouest de la France, située dans le département de la Vienne en région Nouvelle-Aquitaine.

## Géographie

### Climat
Le climat qui caractérise la commune est qualifié, en 2010, de « climat océanique altéré », selon la typologie des climats de la France qui compte alors huit grands types de climats en métropole. En 2020, la commune ressort du même type de climat dans la classification établie par Météo-France, qui ne compte désormais, en première approche, que cinq grands types de climats en métropole. Il s’agit d’une zone de transition entre le climat océanique, le climat de montagne et le climat semi-continental. Les écarts de température entre hiver et été augmentent avec l'éloignement de la mer. La pluviométrie est plus faible qu'en bord de mer, sauf aux abords des reliefs.
Les paramètres climatiques qui ont permis d’établir la typologie de 2010 comportent six variables pour les températures et huit pour les précipitations, dont les valeurs correspondent à la normale 1971-2000. Les sept principales variables caractérisant la commune sont présentées dans l'encadré ci-après.
| Paramètres climatiques communaux sur la période 1971-2000 - Moyenne annuelle de température : 11,9 °C - Nombre de jours avec une température inférieure à −5 °C : 2,5 j - Nombre de jours avec une température supérieure à 30 °C : 6,4 j - Amplitude thermique annuelle : 14,8 °C - Cumuls annuels de précipitation : 620 mm - Nombre de jours de précipitation en janvier : 10,4 j - Nombre de jours de précipitation en juillet : 6,4 j |

Avec le changement climatique, ces variables ont évolué. Une étude réalisée en 2014 par la Direction générale de l'Énergie et du Climat complétée par des études régionales prévoit en effet que la  température moyenne devrait croître et la pluviométrie moyenne baisser, avec toutefois de fortes variations régionales. La station météorologique de Météo-France installée sur la commune et en service de 1993 à 2015 permet de connaître l'évolution des indicateurs météorologiques. Le tableau détaillé pour la période 1981-2010 est présenté ci-après.
| Mois                                  | jan.           | fév.           | mars           | avril         | mai           | juin          | jui.          | août          | sep.          | oct.          | nov.          | déc.           | année      |
| ------------------------------------- | -------------- | -------------- | -------------- | ------------- | ------------- | ------------- | ------------- | ------------- | ------------- | ------------- | ------------- | -------------- | ---------- |
| Température minimale moyenne (°C)     | 1,9            | 1,9            | 2,8            | 4,6           | 8,4           | 11,2          | 12,8          | 12,7          | 9,5           | 8,2           | 4,2           | 2,1            | 6,7        |
| Température moyenne (°C)              | 5,2            | 6,2            | 8,4            | 10,7          | 14,7          | 18,2          | 19,9          | 19,8          | 16,2          | 13,2          | 8,1           | 5,3            | 12,2       |
| Température maximale moyenne (°C)     | 8,5            | 10,5           | 13,9           | 16,8          | 20,9          | 25,2          | 27            | 26,9          | 23            | 18,2          | 12            | 8,5            | 17,7       |
| Record de froid (°C) date du record   | −13,5 07.01.09 | −18,5 09.02.12 | −12,9 01.03.05 | −5,2 11.04.03 | −1,2 14.05.10 | 2,7 01.06.11  | 5 10.07.04    | 2,4 28.08.98  | −0,5 20.09.12 | −7,3 30.10.97 | −9,8 22.11.93 | −11,3 31.12.96 | −18,5 2012 |
| Record de chaleur (°C) date du record | 17 05.01.99    | 21,8 20.02.98  | 26 19.03.05    | 30,8 30.04.05 | 33,4 30.05.01 | 38,8 22.06.03 | 37,9 20.07.95 | 40,9 06.08.03 | 33,9 04.09.13 | 30,3 03.10.11 | 23,6 08.11.15 | 18,3 07.12.00  | 40,9 2003  |
| Précipitations (mm)                   | 49,8           | 35,6           | 37,2           | 47,9          | 42,6          | 42,3          | 43,8          | 36,6          | 47,9          | 62,1          | 63,9          | 55,9           | 565,6      |

### Communes limitrophes
| Mouterre-Silly |             | Angliers |
| Moncontour     | Martaizé    | Aulnay   |
|                | Saint-Clair |          |

## Urbanisme

### Typologie
Au 1er janvier 2024, Martaizé est catégorisée commune rurale à habitat dispersé, selon la nouvelle grille communale de densité à sept niveaux définie par l'Insee en 2022.
Elle est située hors unité urbaine. Par ailleurs la commune fait partie de l'aire d'attraction de Loudun, dont elle est une commune de la couronne,. Cette aire, qui regroupe 25 communes, est catégorisée dans les aires de moins de 50 000 habitants,.

### Occupation des sols
L'occupation des sols de la commune, telle qu'elle ressort de la base de données européenne d’occupation biophysique des sols Corine Land Cover (CLC), est marquée par l'importance des territoires agricoles (95,2 % en 2018), une proportion sensiblement équivalente à celle de 1990 (95,5 %). La répartition détaillée en 2018 est la suivante : 
terres arables (87,9 %), zones agricoles hétérogènes (7,4 %), espaces verts artificialisés, non agricoles (2,7 %), zones urbanisées (2,1 %). L'évolution de l’occupation des sols de la commune et de ses infrastructures peut être observée sur les différentes représentations cartographiques du territoire : la carte de Cassini (XVIIIe siècle), la carte d'état-major (1820-1866) et les cartes ou photos aériennes de l'IGN pour la période actuelle (1950 à aujourd'hui).

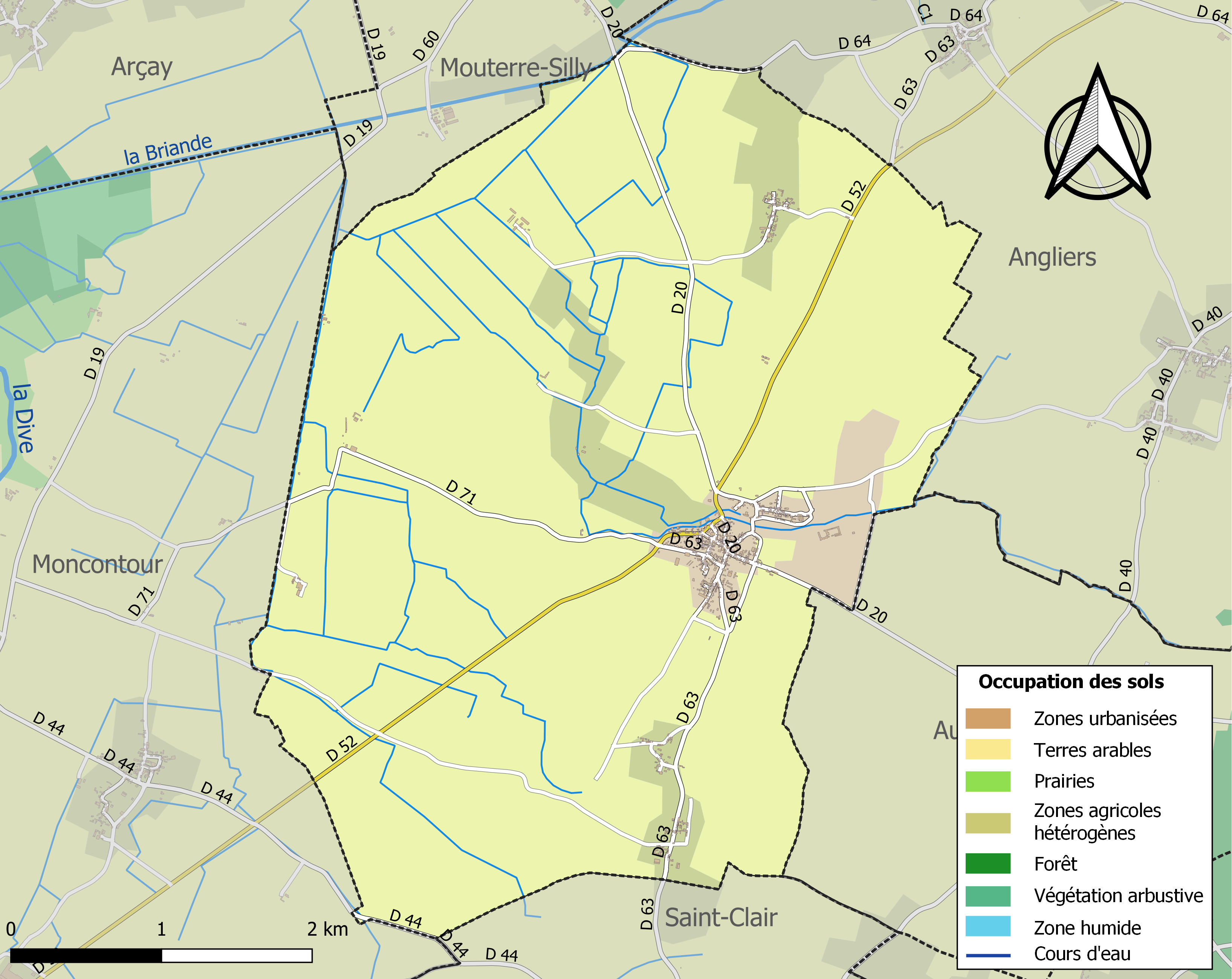
Carte des infrastructures et de l'occupation des sols de la commune en 2018 (CLC).

### Risques majeurs
Le territoire de la commune de Martaizé est vulnérable à différents aléas naturels : météorologiques (tempête, orage, neige, grand froid, canicule ou sécheresse), mouvements de terrains et séisme (sismicité modérée). Il est également exposé à un risque technologique,  le transport de matières dangereuses. Un site publié par le BRGM permet d'évaluer simplement et rapidement les risques d'un bien localisé soit par son adresse soit par le numéro de sa parcelle.

#### Risques naturels

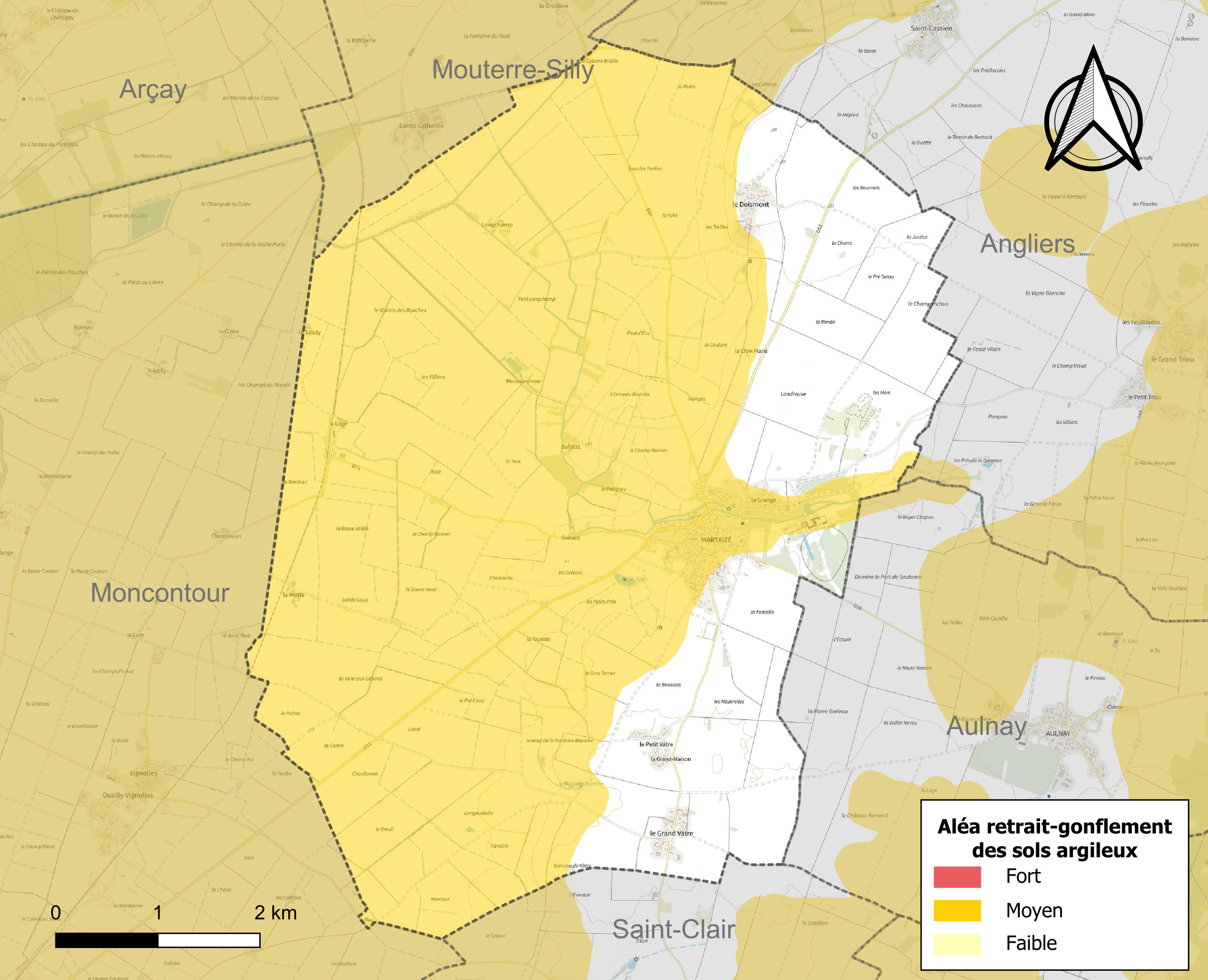
Carte des zones d'aléa retrait-gonflement des sols argileux de Martaizé.

Les mouvements de terrains susceptibles de se produire sur la commune sont des tassements différentiels. Le retrait-gonflement des sols argileux est susceptible d'engendrer des dommages importants aux bâtiments en cas d’alternance de périodes de sécheresse et de pluie. 73,6 % de la superficie communale est en aléa moyen ou fort (79,5 % au niveau départemental et 48,5 % au niveau national). Depuis le 1er octobre 2020, en application de la loi ÉLAN, différentes contraintes s'imposent aux vendeurs, maîtres d'ouvrages ou constructeurs de biens situés dans une zone classée en aléa moyen ou fort,.
La commune a été reconnue en état de catastrophe naturelle au titre des dommages causés par les inondations et coulées de boue survenues en 1982, 1999, 2005 et 2010, par la sécheresse en 2005 et 2017 et par des mouvements de terrain en 1999 et 2010.

## Histoire
Au début du XVIIe siècle, Martaizé, avec le village voisin de La Chaussée, était l'une des seigneuries de Charles de Menou d'Aulnay. Plusieurs des premiers colons de l'Acadie, dont les Babins, les Gaudets, les LeBlanc, les Bourgs, les Terriots, les Guérins et les Savoies, auraient été recrutés par d'Aulnay depuis leur domicile d'origine à Martaizé pour coloniser la Nouvelle-France.

## Politique et administration

### Liste des maires
| Période   | Période   | Identité         | Étiquette | Qualité |
| --------- | --------- | ---------------- | --------- | ------- |
| mars 2001 | mars 2008 | Jean Bodin       |           |         |
| mars 2008 |           | Jean-Marc Mureau |           |         |

### Instances judiciaires et administratives
La commune relève du tribunal d'instance de Poitiers, du tribunal de grande instance de Poitiers, de la cour d'appel  de Poitiers, du tribunal pour enfants de Poitiers, du conseil de prud'hommes de Poitiers, du tribunal de commerce de Poitiers, du tribunal administratif de Poitiers et de la cour administrative d'appel  de  Bordeaux,  du tribunal des pensions de Poitiers, du tribunal des affaires de la Sécurité sociale de la Vienne, de la cour d’assises de la Vienne.

### Services publics
Les réformes successives de La Poste  ont conduit à la fermeture de nombreux bureaux de poste ou à leur transformation en simple relais. Toutefois, la commune a pu maintenir le sien.

## Démographie
L'évolution du nombre d'habitants est connue à travers les recensements de la population effectués dans la commune depuis 1793. Pour les communes de moins de 10 000 habitants, une enquête de recensement portant sur toute la population est réalisée tous les cinq ans, les populations de référence des années intermédiaires étant quant à elles estimées par interpolation ou extrapolation. Pour la commune, le premier recensement exhaustif entrant dans le cadre du nouveau dispositif a été réalisé en 2006.

En 2022, la commune comptait 360 habitants, en évolution de −5,01 % par rapport à 2016 (Vienne : +0,6 %, France hors Mayotte : +2,11 %).
| 1793 | 1800 | 1806 | 1821 | 1831 | 1836 | 1841 | 1846 | 1851 |
| ---- | ---- | ---- | ---- | ---- | ---- | ---- | ---- | ---- |
| 500  | 700  | 699  | 711  | 767  | 773  | 806  | 830  | 819  |

| 1856 | 1861 | 1866 | 1872 | 1876 | 1881 | 1886 | 1891 | 1896 |
| ---- | ---- | ---- | ---- | ---- | ---- | ---- | ---- | ---- |
| 806  | 795  | 811  | 795  | 815  | 776  | 779  | 760  | 715  |

| 1901 | 1906 | 1911 | 1921 | 1926 | 1931 | 1936 | 1946 | 1954 |
| ---- | ---- | ---- | ---- | ---- | ---- | ---- | ---- | ---- |
| 691  | 715  | 715  | 664  | 688  | 705  | 673  | 616  | 642  |

| 1962 | 1968 | 1975 | 1982 | 1990 | 1999 | 2006 | 2011 | 2016 |
| ---- | ---- | ---- | ---- | ---- | ---- | ---- | ---- | ---- |
| 606  | 519  | 428  | 406  | 433  | 389  | 372  | 394  | 379  |

| 2021 | 2022 | - | - | - | - | - | - | - |
| ---- | ---- | - | - | - | - | - | - | - |
| 365  | 360  | - | - | - | - | - | - | - |

En 2008, la densité de population de la commune était de 19 hab./km2, 61 hab./km2 pour le département, 68 hab./km2 pour la région Poitou-Charentes et 115 hab./km2 en France.

## Économie
Selon la direction Régionale de l'Alimentation, de l'Agriculture et de la Forêt de Poitou-Charentes, il n'y a plus que 14 exploitations agricoles en 2010 contre 19 en 2000.
Les surfaces agricoles utilisées ont diminué et sont passées de 1 605 hectares en 2000 à 1 179 hectares en 2010. 59 % sont destinées à la culture des céréales (blé tendre essentiellement mais aussi orges et maïs), 22 % pour les oléagineux (1/4 de la surface est en colza et 3/4 en tournesol), 7 % pour le fourrage et moins de 1 % reste en herbes. En 2000, un hectare (zéro en 2010) était consacré à la vigne.
Les élevages de bovins et de volailles ont disparu au cours de cette décennie.

## Culture locale et patrimoine

### Lieux et monuments

#### Le patrimoine civil: le château de Sautonne
Château de Sautonne est inscrit comme Monument Historique en 1982 pour son logis et sa toiture.
Un château primitif  aurait été édifié à Sautonne au XVe siècle et transformé à la fin du XVIIe siècle. Il ne reste plus  beaucoup  aujourd'hui d'éléments visibles de ces constructions. En 1919, une laiterie est installée dans l'aile ouest du château pour y produire du fromage (camembert, chèvre, mi-chèvre, beurre, puis caséine). En 1954, est installé un atelier de production de lait en poudre. Le 1er mars 1959, le propriétaire de la laiterie, M. Catineau la donne en gérance à la société la Cloche d'Or jusqu'au 28 février 1962, après quoi la Cloche d'Or s'installe à Loudun. La laiterie continue de tourner lentement puis s'arrête quelques années plus tard. En 1964, une partie du bâtiment, délaissé, s'écroule. Vendu, en 1970, le  nouveau propriétaire en entreprend sa restauration.
C'est une importante construction rectangulaire constituée au nord de trois corps de bâtiment en U. Au sud, la façade est cantonnée de deux tours cylindriques. Les toits en poivrière des tours, le dôme central et son campanile soulignent la symétrie et donnent à l'ensemble une remarquable allure classique. La chapelle du château est située dans la tour de gauche de la façade antérieure et était décorée de remarquables boiseries du XVIIIe siècle.

#### Le patrimoine religieux: l'église Saint-Maurice
L'église médiévale est placée sous le vocable de saint Maurice. Au XIXe siècle, elle est en très mauvais état. Elle subit, alors, une restauration radicale. Il n'en reste plus que la tour massive du clocher qui occupe, à l'entrée occidentale, une première travée voûtée sur croisée d'ogives. La tour médiévale est rectangulaire et elle est percée de deux baies en plein cintre sur chacune de ses faces et surmontée d'une élégante flèche octogonale.
Tout le reste de l'église a été rebâti de 1894 à 1897. Elle est construite dans le style néo-gothique que le XIXe siècle affectionne, en référence à un Moyen Âge idéalisé comme une période de fervente et universelle foi dans le Christ.

La nef est de trois travées. Elle est large d'environ neuf mètres et elle est flanquée de deux collatéraux, larges de cinq mètres, par lesquels elle reçoit la lumière. Les nervures des voûtes quadripartites pénètrent directement dans les colonnes sans la transition d'un tailloir et d'un chapiteau. L'absence de piles surmontées de chapiteaux, auxquels ont été préférées de simples colonnes faisant peu écran à la vue, offre un large espace qui se prête bien aux célébrations d'une communauté chrétienne alors importante. La fin du XIXe siècle est marquée par une volonté de reconquête du christianisme à la suite de la défaite de 1870 et de la commune.
Le chœur occupe une petite travée de la largeur du vaisseau central de la nef, éclairée par trois baies.
Le maître-autel, légèrement surhaussé, est orné d'une représentation du Christ en compagnie des pèlerins d'Emmaüs. L'autel contient des reliques de saint Agapit, pape du VIe siècle, et de sainte Marguerite.
Au vitrail de la baie axiale, réalisé par les ateliers Dagrand, de Bordeaux représente le Christ montrant son Cœur Sacré. Il apparaît à Marguerite-Marie Alacoque, moniale visitandine de Paray-le-Monial, et lui demande de faire établir sa fête 1675). La dévotion au Sacré Cœur est alors très répandue. L'autel latéral de droite est également consacré au Sacré Cœur et le médaillon du vitrail le plus proche porte un S et un C entrelacés.
Sur le devant de l'autel latéral de gauche figure l'institution du rosaire. La Vierge trône, couronnée, et remet, de sa main gauche, un chapelet à saint Dominique. De sa main droite, elle tient l'enfant Jésus, debout sur ses genoux. L'Enfant donne un rosaire à sainte Catherine de Sienne. Dans le médaillon du vitrail le plus proche, un M et un A entrelacés constituent le monogramme de la Vierge : AVE MARIA.
Les vitraux des fenêtres médianes montrent, à gauche, une ancre, symbole de l'espérance chrétienne, à droite, un calice surmonté d'une hostie et entouré d'une grappe et d'un épi, symboles eucharistiques.
Les deux médaillons des vitraux sud et nord du chœur figurent en bustes saint Maurice, patron de l'église, et saint Louis, qui tient dans ses mains la relique de la Couronne d'épines, par lui acquise en Orient et pour laquelle il fit construire la Sainte-Chapelle à Paris.
Les statues de Notre-Dame de Lourdes et de Bernadette Soubirous, autour de l'autel latéral de gauche, de Joseph à l'Enfant et de Thérèse de l'Enfant Jésus, sont des plâtres moulés modernes.
Le chemin de Croix est moderne.

### Personnalités liées à la commune
- Marc Jean Demarçay (1772-1839), général des armées de la République et de l'Empire.